# Паскозо (Лука)
Паскозо је насеље у Италији у округу Лука, региону Тоскана.
Према процени из 2011. у насељу је живело 69 становника. Насеље се налази на надморској висини од 656 м.